# Longreach
Longreach är en ort i Australien. Den ligger i kommunen Longreach och delstaten Queensland, omkring 990 kilometer nordväst om delstatshuvudstaden Brisbane.
Trakten runt Longreach är nära nog obefolkad, med mindre än två invånare per kvadratkilometer.. Det finns inga andra samhällen i närheten.
Omgivningarna runt Longreach är i huvudsak ett öppet busklandskap. Genomsnittlig årsnederbörd är 419 millimeter. Den regnigaste månaden är februari, med i genomsnitt 108 mm nederbörd, och den torraste är september, med 6 mm nederbörd.